# Вонвольница (гмина)
Вонвольница (пол. Wąwolnica) — городско-сельская гмина (волость) в Польше, входит как административная единица в Пулавский повет, Люблинское воеводство. Население — 4998 человек (на 2004 год).